# Chrischona International
Chrischona International (bis Mai 2014 Pilgermission St. Chrischona) war ein internationaler evangelischer Gemeindeverband in pietistischer Tradition. 2019 stellte er die Verbandsarbeit ein und übergab einige seiner Aufgaben an den aus ihm hervorgegangenen Tochterverein Theologisches Seminar St. Chrischona (tsc).
2018 umfasste der Verband knapp 200 Gemeinden in der Schweiz, Deutschland, Frankreich, Südafrika, Namibia und Luxemburg mit wöchentlich ungefähr 20.000 Besuchern. Diese Gemeinden bestehen weiterhin und sind immer noch Teil ihrer nationalen Verbände. Nur die internationale Verbandsarbeit wurde beendet. Der deutsche Zweig ist seit 1997 unter dem Namen Chrischona Gemeinschaftswerk e. V. (CGW) als gemeinnütziger Verein organisiert. Der Schweizer Verband entschied im Jahr 2021, ab Mai 2022 die ungefähr 90 Chrischona-Gemeinden in Viva Kirche Schweiz umzubenennen. 
Der Ursprung und das Zentrum von Chrischona International befand sich im Weiler St. Chrischona auf dem gleichnamigen Berg in der Gemeinde Bettingen bei Basel und diente über 150 Jahre als Name für alle Gemeinden.

## Glaube
Chrischona International formulierte keine eigenen Bekenntnisse, sondern erkannte die altkirchlichen und reformatorischen Bekenntnisse an und vertrat die theologischen Positionen der Evangelischen Allianz und die Lausanner Verpflichtung.
In den Chrischona-Gemeinden wird ein evangelischer Glaube evangelikaler Prägung vertreten.
In der Schweiz sind die knapp 100 Chrischona-Gemeinden Mitglied im Verband Evangelischer Freikirchen und Gemeinden in der Schweiz (VFG).
In Deutschland ist das Chrischona-Gemeinschaftswerk ein freies Werk innerhalb der Evangelischen Kirche und gehört dem Evangelischen Gnadauer Gemeinschaftsverband (Gemeinschaftsbewegung) an. Zum Chrischona-Gemeinschaftswerk gehören 69 Gemeinden und einige Werke, etwa die Chrischona-Service-Gesellschaft und das Freizeit- und Tagungszentrum Flensunger Hof in Mücke.
Die Verbreitung der christlichen Werte in der von St. Chrischona vertretenen Ausprägung wird durch ein eigenes theologisches Seminar gefördert, das früher Pilgermission St. Chrischona hiess und heute den Namen Theologisches Seminar St. Chrischona trägt.

## Geschichte
Der erste Kirchenbau auf der Bettinger Anhöhe stammt aus dem 7. Jahrhundert. Der Name St. Chrischona wurde erstmals 1356 erwähnt und verweist wahrscheinlich auf das Grab einer Heiligen Christiana. Christiana wurde 1504 heiliggesprochen. Die Heiligsprechung war der Anlass für die Errichtung des heutigen spätgotischen Baus, der im Dreissigjährigen Krieg zerstört wurde.

### Gründung und Anfangszeit
Am 8. März 1840 gründete Christian Friedrich Spittler in der auf seine Veranlassung wiederaufgebauten ehemaligen Wallfahrtskirche St. Chrischona die Pilgermission St. Chrischona mit dem Ziel, erwerbstätige Menschen, die sich für den Verkündigungs-, Seelsorge- und Missionsdienst berufen fühlten, auszubilden.
Nebst der Not in fernen Ländern bewegte ihn auch die von ihm beobachtete geistliche Not der entkirchlichten Menschen in der Heimat. Sein Leitgedanke war: «Wenn wir dafür sorgen, dass die Heiden Christen werden, so dürfen wir nicht versäumen, auch darauf bedacht zu sein, dass die Christen keine Heiden werden.» Er schulte junge Männer, um sie als «Pilgermissionare» in die Welt zu senden.
Nach Spittlers Tod 1867 übernahm Carl Heinrich Rappard dieses Erbe als Inspektor bis 1909. Zusammen mit seiner Frau Dora Rappard, der «Mutter von Chrischona», gestaltete er die Ausbildungsstätte zur ersten Evangelistenschule im deutschen Sprachraum um. 1888 war Rappard Mitbegründer der Gnadauer Gemeinschaftskonferenz. 1895 gründete Chrischona in Kooperation mit Hudson Taylor die China Inland Mission. 1909 wurde Friedrich Veiel neuer Inspektor und Leiter der Pilgermission. Diese Funktionen übte er 38 Jahre lang aus. Im gleichen Jahr wurde in einem geradezu progressiven Schritt auch die «Bibelschule für Töchter» errichtet.
1869 entstand in der Schweiz die erste Chrischona-Gemeinde im Bauerndorf Mattwil im Kanton Thurgau, die damals noch Gemeinschaft hiess; Markus Hauser war ab 1872 deren erster Prediger. 1878 wurde in Lich bei Gießen die erste Chrischona-Gemeinde in Deutschland gegründet. 1913 erfolgte eine erste Gründung im Elsass, 1966 im südlichen Afrika und 1992 in Luxemburg.
Mit der Zeit wurden auch Ferien-, Jugend- und Altenheime angegliedert. St. Chrischona engagierte sich mit Literaturarbeiten und gründete 1919 einen eigenen Verlag, den Brunnen Verlag in der deutschen Stadt Gießen.

### Diakonissen-Mutterhaus
1925 wurde das Diakonissen-Mutterhaus St. Chrischona gegründet, und 20 Schwestern traten ein. Die Diakonissen leben in einer verbindlichen Glaubens-, Lebens- und Dienstgemeinschaft. Zeitweise gehörten 324 Schwestern zu dieser Gemeinschaft, im Jahr 2015 waren es noch rund 100. Seit der Umstrukturierung der Organisation und der Gründung der «Stiftung Diakonissen-Mutterhaus St. Chrischona (DMH)» im Jahre 2009 konzentriert sich der Auftrag des DMH auf die Bereiche Altenpflege, Ausbildung (Altenpflegeschule Manoah, Lörrach) und auf die Förderung sozial-missionarischer Projekte (2008: Lechaim e. V., Lörrach und 2007 basecamp e. V., Prenzlau). Die Leitung des Diakonissen-Mutterhauses St. Chrischona obliegt der Oberin. 2019 übernahm Christine Zimmermann dieses Amt von Schwester Ursula Seebach. Im Mai 2015 wurde der neue theologische Leiter, Pfarrer Friedhelm Geiß, eingeführt. Zu seinen Hauptaufgaben sollte es gehören, einen Mehrgenerationen-Wohnpark zu gestalten, der bis 2019 auf St. Chrischona bei Basel entstehen sollte. 2022 wurde am Diakonissen-Mutterhaus ein Wohnpark mit 31 Wohnungen für Familien oder Alleinstehende eröffnet. Zwei davon werden zur ambulanten Behandlung von psychisch erkrankten Patienten genutzt. In der Mitte des Wohnparks wurde zudem ein Glockenturm errichtet.

### Zeit nach 1933
Die Nazizeit 1933 bis 1945 war eine schwierige Zeit für die Chrischonagemeinden und deren Mitglieder in Deutschland. Sie bewegten sich – wie andere Kirchen auch – zwischen viel Anpassung und wenig Widerstand und Verfolgung. Das Ende des Zweiten Weltkriegs bedeutete das Ende einer blühenden Gemeindearbeit in West- und Ostpreussen. 1947–1967 war Hans Staub Direktor der Pilgermission. 1967–1991 folgte ihm Edgar Schmid, 1991–2001 Karl Albietz. Auf St. Chrischona wurde ein grosszügiges Konferenzzentrum gebaut, das am 10. Mai 1992 eingeweiht wurde. 1994 wurde am Theologischen Seminar eine Studienreform durchgeführt, und ein erstes Jugendmeeting unter dem Namen CREA! konnte auf St. Chrischona stattfinden.
Im März 2012 löste René Winkler den bisherigen Direktor des Verbandes, Markus Müller, ab; er gab sein Amt als Leiter der Chrischona-Gemeinden Schweiz an Peter Gloor weiter.
Seit 2016 ist es bei Chrischona Schweiz offiziell möglich, dass auch Frauen Gemeindepastorinnen werden können, sofern die Gemeindeleitungen damit einverstanden sind. 

### Auflösung
Am 1. Januar 2019 wurde die Verbandsarbeit von Chrischona International beendet und der Verein „Chrischona International“ in „Theologisches Seminar St. Chrischona“ (tsc) umbenannt. Viele der Organisationen, die vormals zu Chrischona International gehörten, haben sich dem tsc-Netzwerk angeschlossen. Dieses konzentriert sich auf die theologische Aus- und Weiterbildung.

### Direktoren
- Christian Friedrich Spittler (1782–1867), Gründer und Leiterfigur 1840–1860
- Carl Heinrich Rappard (1837–1909), Inspektor und Leiter 1860–1909
- Friedrich Veiel (1866–1950), Inspektor und Leiter 1909–1947
- Hans Staub (1898–1967), Direktor 1947–1967
- Edgar Schmid (1923–2003), Direktor 1967–1991
- Karl Albietz, Direktor 1991–2001
- Markus Müller, Direktor 2001–2012
- René Winkler, Direktor 2012–2018[19]

## Verband
Zum Verband gehörten:
- die Chrischona-Gemeinden in der Schweiz (etwa 100 Gemeinden), Deutschland (60), Frankreich (20), Luxemburg, Namibia und Südafrika (6)
- das Theologische Seminar St. Chrischona (TSC)
- der Chrischona-Campus mit dem Konferenzzentrum
- das Diakonissen-Mutterhaus St. Chrischona
- die Arbeitsgemeinschaft für das messianische Zeugnis an Israel (amzi)
- der Brunnen Verlag (Gießen) sowie rund 47 Buchhandlungen (davon 13 Alpha Buchhandlungs-Filialen und 18 Franchise-Partner) in Deutschland. Im Juni 2017 wurden Brunnen Gießen und Alpha von Francke Marburg und Kawohl Wesel übernommen.[21]
- 1921 wurde der Brunnen Verlag Basel gegründet.[22] Seit dem 1. Juli 2016 rückten die nicht zur Chrischona gehörenden „Asaph AG Schweiz“ und die „Asaph GmbH Lüdenscheid“ noch näher zusammen: Die Asaph AG benannte sich in Fontis AG um (Sitz in Kreuzlingen TG) und übernahm daraufhin den Brunnen-Verlag Basel und die Buchhandlungen Bibelpanorama. Im Buchhandel firmiert Fontis unter dem Label Fontis – Brunnen Basel.[23] Die Gruppe war zuerst mit 13 Buchhandlungen in der Schweiz vertreten (2018 waren es noch 10), beschäftigt etwa 90 Mitarbeitende und machte 2017 15 Mio. Euro Umsatz.[24]
- 2024 fusionierte das Chrischona-Gemeinschaftswerk mit dem Evangelischen Gemeinschaftsverband Pfalz (EGV). Der neue Verbandsname lautet „C1 Evangelischer Gemeindebund“.[25]